# Зламаний палац
«Зламаний палац» (англ. Brokedown Palace) — фентезійний роман американського письменника Стівена Браста, єдиний окремий роман, події якого розгортаються в Драгері. Спочатку надрукований у м’якій обкладинці видавництвом Ace Books у 1986 році, після чого протягом наступного десятиліття декілька разів перевидавався. Британське видання побачило світ 1991 року. Орб, копія від Tor Books, повернув роман до друку в м’якій обкладинці 2006 року. Він також виділяється тим, що події розгортаються ще й у Фенаріо, населеній людьми частині цього світу. Події «Зламаного палацу» розпочинаються в середньовіччі, де юнак лежить із важкими ранами біля річки. Він є жертвою свого брата, короля, який має дуже лихий характер. Всього є чотири брати, і ця книга переважно про їх стосунки та битви. Короткі глави, в які вставлений фольклор або інші сюжетні лінії, здавалося б, не пов’язані між собою. Роман включає в себе угорський фольклор і наповнена метафорами; наприклад, замок являє собою тіло, а також є метафорою розпаду сім'ї та королівства.
Окрім цього, натхненням для роману виступила пісня «Brokedown Palace» гурту Grateful Dead. Це підтверджується автором у орб-виданні, при цьому імена учасників гурту вказані на сторінці присвяти, а на сторінці подяки міститься згадка про людину, яка «вс епочала, так гарно граючи пісню; я впав закоханий у це ще до того, як я коли-небудь почув, що це роблять хлопці».

## Головні герої
- Міклош, принц Фенаріо
- Ласло, король Фенаріо
- Андор, принц Фенаріо
- Вілмош, принц Фенаріо
- Шандор, маг
- Брігітта, звичайна дівчина незвичайного походження
- Марішка, графиня Мордфалу
- Віктор, капітан Королівської варти

## Сюжет
Землею Фенаріо, на кордоні Феєрії (дивись: Драгера), править король Ласло, найстарший із чотирьох братів. Принц Андор, другий син, людина поблажлива, не може знайти свого місця. Принц Вільмош, третій син, є велетнем, який іноді народжується в роду Фенарр. Наймолодший, принц Міклош, у центрі сюжету. Сім’я облаштовується в чотирисотлітньому палаці, який руйнується під їх ногами.
Історія стосується їх будинку, який руйнується та служить точкою опори, навколо якої обертаються багато тем. Відчай від завершення вище вказаного процесу, радість від нових початків і спосіб, яким вирішили розділити ці два процеси, є центральними темами роману.

## Девера
Герой Девера — дев’ятирічна дівчинка з каштановим волоссям, яка часто з'являється в романах Стівена Браста. У «Зруйнованому палаці» вона двічі з’являється до принца Міклоша, обидва рази, щоб наставити його в тому, що потрібно зробити.

## Відгуки
Орсон Скотт Кард оцінив роман схвально, вихваляючи «потік мови Бруста» і дійшов висновку, що «Зламаний палац» є «традиційним, але ніколи, ні на мить, буденним».